# Sonnenfinsternis vom Oktober 2106
Die ringförmige Sonnenfinsternis vom 26./27. Oktober 2106 wird über Australien, der Tasmansee und Neuseeland zu beobachten sein.
Das ist bereits die zweite Sonnenfinsternis in diesem Jahr. Die totale Sonnenfinsternis vom 3. Mai 2106 wird im Ostpazifik, in Nordamerika und über dem Nordatlantik sichtbar sein.
Einen halben Monat später, am 11. November, folgt eine partielle Mondfinsternis.